# 훈춘-왕칭 심발지진대

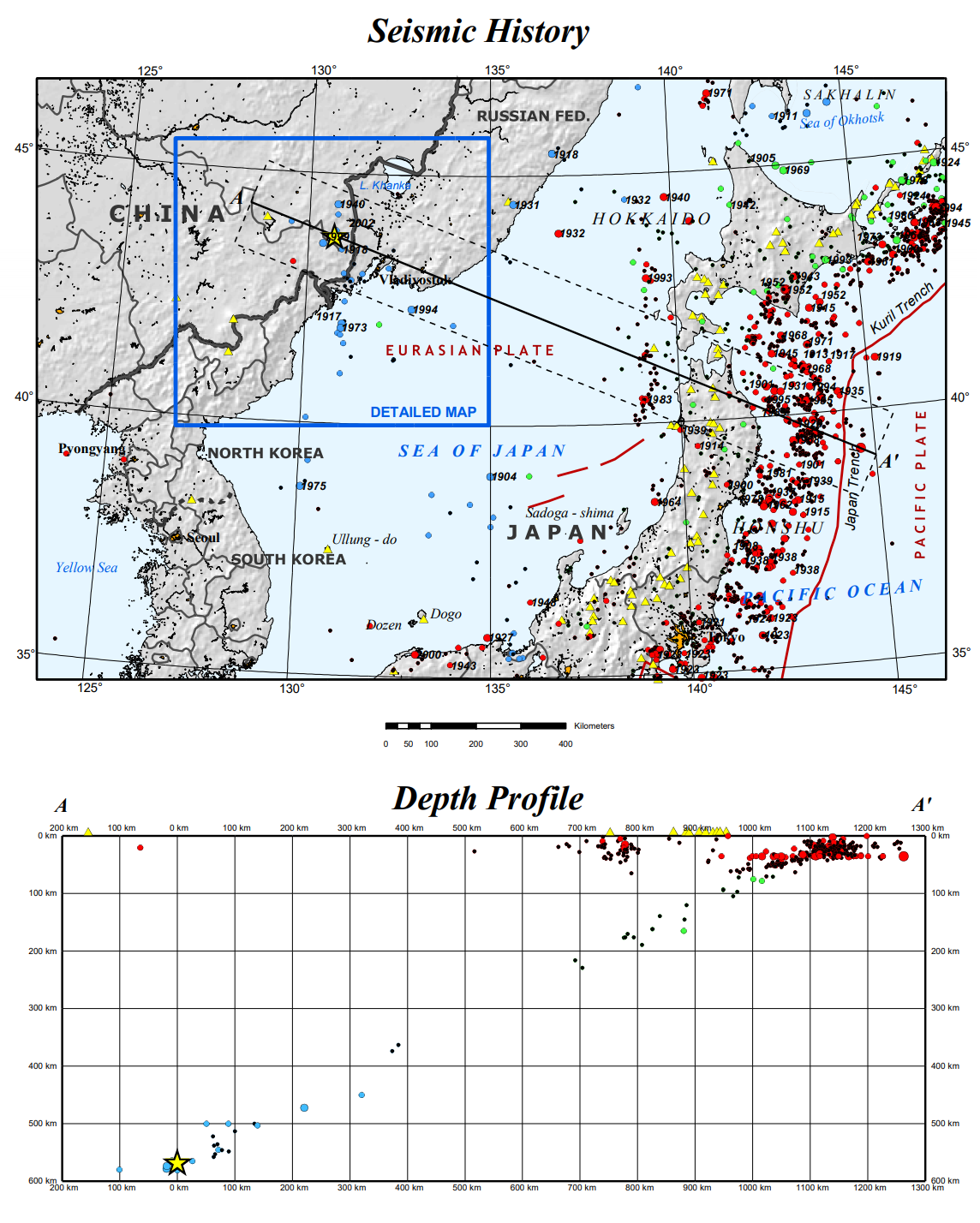
동해 주변의 지진 분포 지도. 파란 색으로 처진 지역이 훈춘-왕칭 심발지진대이다. 일본 해구에서 중국 만주로 갈수록 주요 지진의 발생 진원 깊이가 점점 깊어지는 모습(아래 그래프)를 보인다.

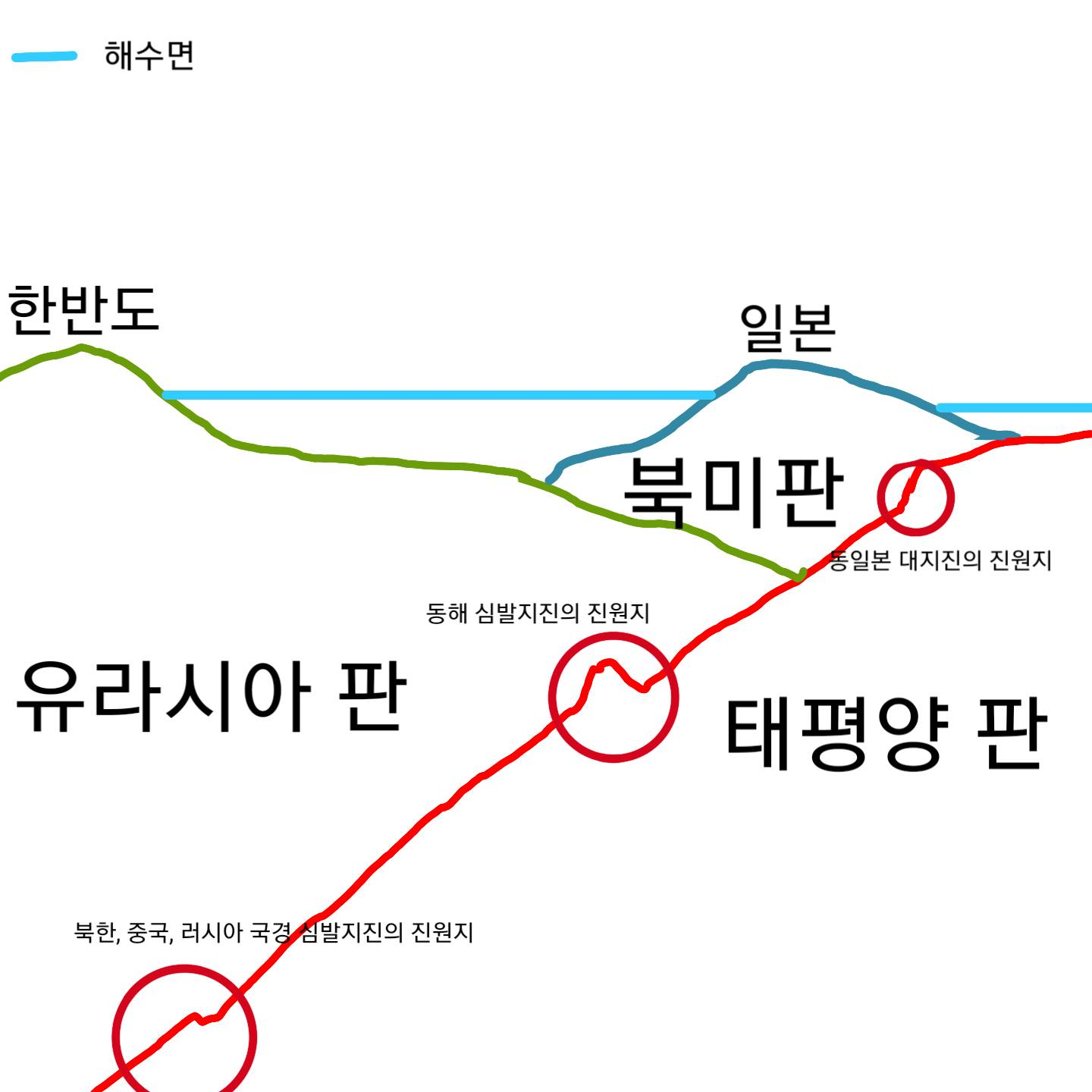
동아시아의 내부 지질구조. 제일 왼쪽 아래의 빨간 원이 훈춘-왕칭 심발지진대이다.

훈춘-왕칭 심발지진대(중국어: 珲春－汪清深震区), 중국에서는 줄여서 동북 심발지진대(중국어: 东北深震区)나 옌벤 심발지진대(중국어: 延边深震区)는 중화인민공화국 지린성 옌벤 조선족 자치주 안에서 남북 방향으로 뻗어 있는 심발지진 지진대이다. 이 지진대는 북아메리카판 아래로 가라앉은 태평양판이 유라시아판 아래로 가라앉으면서 생기는 지진대로 알려져 있으며, 중국 내에서 알려진 유일한 심발지진대이자 중강규모의 지진대이며 주로 고립형지진이 일어나는 것으로 추정된다. 훈춘-왕칭 지진대는 중국의 5대 천발지진대에 속하는 지진대는 아니지만 심발지진의 연구는 지구 지각과 상부 맨틀의 구조 및 그 기원의 탐색에 매우 중요하므로 여러 지진학자들이 주의깊게 관측하는 지진대 중 하나이다.

## 지진대 구조
훈춘-왕칭 심발지진대는 중국 지린성 옌벤 조선족 자치주 지역에 위치한 것으로 추정된다. 지진대에서 일어나는 대부분의 지진은 심발지진으로 진원 깊이는 대략 500–600 km 정도이다. 진원 단층 투영 결과에 따르면 훈춘-왕칭 심발지진대에 일어나는 지진은 1년에 약 90mm로 침강하여 약 26도의 각도로 유라시아판 밑으로 섭입하는 서태평양판의 침강지에서 일어나는 것으로 추정된다. 판 구조론을 생각하면 서북태평양판이 옌벤 지역에서 600 km 아래로 침강하게 되면 판의 중심 온도는 약 1,200 °C 정도로 주변의 맨틀 온도보다 낮기 때문에 탄성균열을 일으키며 지진이 일어나는 것이라 추정한다. 하지만 일본 해구에서 침강하는 태평양판이 뻗어나가는 동해 해저 침강대가 중국 동북부에서 660 km 깊이로 끝난다는 의견도 있는데 이에 따르면 중국 동북부 지역의 진원 깊이는 암석권 평균 두께보다 더 두껍기 때문에 일반적인 판 구조론으로 심발지진대를 설명할 수 없다는 주장도 있다.
중국지진국 란저우 지진연구소의 리웨이헤 연구원은 역사적인 지진 기록을 분석한 결과 심발지진대에서 강력한 지진이 일어난 후 3-4년 이내에 중국 본토에서 강력한 지진이 일어나는 현상을 발견했으며 이 지진은 특정 지역 이내에서 발생했다고 주장했다. 또한 다른 연구팀들도 훈춘-왕칭 심발지진대의 지진은 중국 본토와 몽골의 규모 M8급 지진이 발생하는 것과 깊은 연관이 있다고 발표했다.

## 주요 지진
아래는 훈춘-왕칭 심발지진대에서 일어났거나 그런 것으로 추정되는 지진의 목록이다. 따르게 명시하지 않는 한 모든 진앙지는 현대 중국의 행정구역으로 표시했으며 지진의 진도는 메르칼리 진도 계급으로 표시하였다.
| 날짜            | 진앙 위치                               | 지진 규모 | 진원 깊이 | 진도 | 사망자수 | 부상자수 | 설명 | 출처                              |
| --------------- | --------------------------------------- | --------- | --------- | ---- | -------- | -------- | --- | --------------------------------- |
| 1597년 10월 6일 | 옌벤 조선족 자치주?                     | ≥8 M      | 불명      | VI   | 0명      | 0명      | 지진의 진동을 느꼈던 범위가 반경 1,800km가 넘는 등 광범위했기 때문에 진원지가 보하이해에 있다고 잘못 추정하기도 하였다. 가오타이 등의 연구진들이 진원지가 중국 동북부와 한반도 동북부에 있으며 훈춘-왕칭 심발지진대에 있을 것이라 추정한건 21세기 초반 들어서였다. 지진 직후 백두산이 분화한 것으로 추정된다. | [ 10 ] [ 11 ]                     |
| 1902년 7월 3일  | 옌벤 조선족 자치주 왕칭현의 두만강 하구 | 6.6 M     | 20 km     | VIII | 불명     | 불명     | 둥베이 지역에 일어난 강진 중 처음으로 알려진 근대지진으로 지진은 대략 수십 초에서 수 분간 일어났다. 훈춘-왕칭 지역의 지진은 그전에도 몇 번 있었고 보통 진원 깊이가 매우 깊었다. 또한 이 지역에 일어난 얉은 깊이의 지진은 보통 그 규모가 매우 약했기 때문에 신뢰도에 대해서 의심하는 시각도 많았으나 지린성 옌벤지진국과 랴오닝성 지진관리국은 최종적으로 지진 데이터의 신뢰도를 인정하였으며 훈춘-왕칭 심발지진대의 지진으로 인정하였다. 본진으로 사상자가 수 명 발생했으며 진원지 근처의 집들이 강하게 흔들렸다는 기록이 남아 있다. | [ 12 ] [ 13 ] [ 14 ]              |
| 1973년 9월 29일 | 옌벤 조선족 자치주 두만강 하구          | 7.8 MW    | 575.5 km  | III  | 0명      | 0명      | 이 지진은 진원 위치에 관해 논쟁이 많긴 하지만 논쟁 지역 모두 훈춘-왕칭 심발지진대 안에 있다. 중국 지린성, 랴오닝성, 톈진시, 베이징시, 허베이성, 산둥성에서 지진의 진동을 느꼈다. 또한 일본 기상청에서도 도호쿠와 간토, 홋카이도 광범위한 지역에서 일본 기상청 진도 계급 기준 3에 해당하는 진동을 감지하였다. 진원이 매우 깊은 심발지진이었기 때문에 사상자는 없었다. | [ 7 ] [ 10 ] [ 15 ]               |
| 1999년 4월 8일  | 옌벤 조선족 자치주 왕칭현               | 7.1 MW    | 565.7 km  | V    | 0명      | 0명      | 일부 연구진들은 지진계 데이터 분석을 통해 지진의 진동을 느낀 범위가 반경 2,000km에 달했으며 대부분 진동을 느낀 각도는 진원에서 3도 이내였으며 반경 200 km 지역은 5도 밖에 되지 않았다고 발표했다. 일본에서도 일본 기상청 진도 계급 기준 최대 2의 진동을 느꼈다. 진원이 매우 깊은 심발지진이었기 때문에 사상자는 없었다. | [ 10 ] [ 16 ]                     |
| 2002년 6월 29일 | 옌벤 조선족 자치주 왕칭현               | 7.3 MW    | 540 km    | V    | 0명      | 0명      | 진원이 매우 깊은 심발지진이었기 때문에 사상자는 없었다. 하지만 지진의 규모가 컸기 때문에 지린성에서는 약하게 느꼈지만 옌벤 조선족 자치주에서는 지진을 강하게 느꼈으며, 판이 침강한 방향에서 멀리 떨어져 있는 둥베이 지역 외에도 중국 화베이 지역, 러시아, 한반도(남북한 포함) 일본(일본 기상청 진도 계급 기준 최대 2)에서도 지진을 느꼈다는 보고가 있다. | [ 6 ] [ 10 ] [ 17 ] [ 18 ] [ 19 ] |

## 같이 보기
- 지린성의 지진 활동
- 중화인민공화국의 지진 목록
- 구디안 단층
- 이상지진역